# 1035
| [ Edytuj tabelę ]              |                                                                              |
| Książę Polski                  | - 1034 Kazimierz I Odnowiciel 1058                                           |
| Król Angkoru                   | - 1010 Surjawarman I 1048                                                    |
| Król Anglii                    | - 1014 Knut Wielki 1035 - 1035 Harold I Zajęcza Stopa 1040                   |
| Hrabia Aragonii i król Nawarry | - 1000 Sancho III Wielki 1035                                                |
| Król Aragonii i Nawarry        | - 1035 Ramiro I 1063                                                         |
| Hrabia Barcelony               | - 1017 Berengar Rajmund I 1035 - 1035 Rajmund Berengar I 1076                |
| Książę Bawarii                 | - 1026 Henryk VI 1041                                                        |
| Książę Burgundii               | - 1032 Robert I 1076                                                         |
| Cesarz Bizancjum               | - 1034 Michał IV Paflagończyk 1041                                           |
| Cesarz Chin                    | - 1022 Song Renzong 1063                                                     |
| Książę Czech                   | - 1035 Brzetysław I 1055                                                     |
| Król Danii                     | - 1018 Knut Wielki 1035 - 1035 Hardekanut 1042                               |
| Władca Egiptu                  | - 1021 Az-Zahir 1036                                                         |
| Król Francji                   | - 1031 Henryk I 1060                                                         |
| Król Gruzji                    | - 1027 Bagrat IV 1072                                                        |
| Hrabia Holandii                | - 993 Dirk III 1039                                                          |
| Cesarz Japonii                 | - 1016 Go-Ichijō 1036                                                        |
| Kalif                          | - 1031 Al-Ka’im 1075                                                         |
| Hrabia Kastylii                | - 1029 Sancho III 1035                                                       |
| Król Kastylii                  | - 1000 Sancho III 1035 - 1035 Ferdynand I Wielki 1065                        |
| Wielki książę Kijowa           | - 1019 Jarosław Mądry 1054                                                   |
| Patriarcha Konstantynopola     | - 1025 Aleksy I Studyta 1043                                                 |
| Władca Korei                   | - 1034 Chŏngjong 1046                                                        |
| Król Leónu                     | - 1028 Bermudo III 1037                                                      |
| Król Norwegii                  | - 1028 Knut Wielki 1035 - 1030 Swen Knutsson 1035 - 1035 Magnus I Dobry 1047 |
| Książę Obodrzyców              | - 1029 Racibor 1043                                                          |
| Hrabia Palatynatu              | - 1034 Otto I ze Szwabii 1045                                                |
| Papież                         | - 1032 Benedykt IX 1045                                                      |
| Hrabia Portugalii              | - 1028 Mendo III 1050                                                        |
| Cesarz rzymski (niemiecki)     | - 1027 Konrad II 1039                                                        |
| Książę Saksonii                | - 1011 Bernard II 1059                                                       |
| Król Szkocji                   | - 1034 Duncan I 1040                                                         |
| Król Szwecji                   | - 1022 Anund Jakub 1050                                                      |
| Doża Wenecji                   | - 1032 Domenico Flabanico 1043                                               |
| Król Węgier                    | - 1000 Stefan I Święty 1038                                                  |

Rok 1035 / MXXXV
stulecia: X wiek ~
XI wiek ~
XII wiek

lata: 1025 «
1030 «
1031 «
1032 «
1033 «
1034 «
1035
» 1036
» 1037
» 1038
» 1039
» 1040
» 1045

## Wydarzenia na świecie
- Podział królestwa Nawarry pomiędzy synów Sancho III Wielkiego – Garcia otrzymał Nawarrę, Ferdynand Kastylię, Ramiro Aragonię.
- Rozpad królestwa Wielkiej Karantanii na Krainę, Styrię i Kartynię.

## Zmarli
- 26 maja - Berengar Rajmund I, hrabia Barcelony, Girony i Osony (ur. ok. 1005)
- 18 października – Sancho III Wielki, król Nawarry i hrabia Aragonii (ur. ok. 985)
- 4 listopada - Jaromir, książę czeski z dynastii Przemyślidów (ur. ?)
- 12 listopada – Knut Wielki, król Anglii, Danii i Norwegii (ur. 996/997)